# Grabiglioni
I grabiglioni erano dei canali di scolo che confluivano nel torrente Gravina, presso Matera, e canalizzavano sia le acque piovane che quelle reflue. Nella città lucana ne erano presenti tre: quello in via Fiorentini, quello in via S. Antonio Abate e quello in via Bruno Buozzi.
Oggi i grabiglioni non sono più a cielo aperto, ma hanno assunto l'aspetto di fogne voltate.

## Etimologia
Il termine "grabiglione" (o in dialetto locale '’u Guarvegghjone [warvəˈɟːɔːnə]) ricorda lo scorrere tumultuoso dell'acqua di un torrente.

## Storia dei grabiglioni
Dal punto di vista storico, il grabiglione rappresenta una delle più importanti testimonianze della Matera più antica, ad oggi invisibile nella città, ma che ha dettato lo sviluppo e le soluzioni urbanistiche dalle forme proto-urbane a quelle più recenti. Via Fiorentini, via S. Antonio Abate e via Bruno Buozzi, che attraversano centralmente i due Sassi, convergendo verso via Madonna delle Virtù, ricalcano il corso dei due grabiglioni.

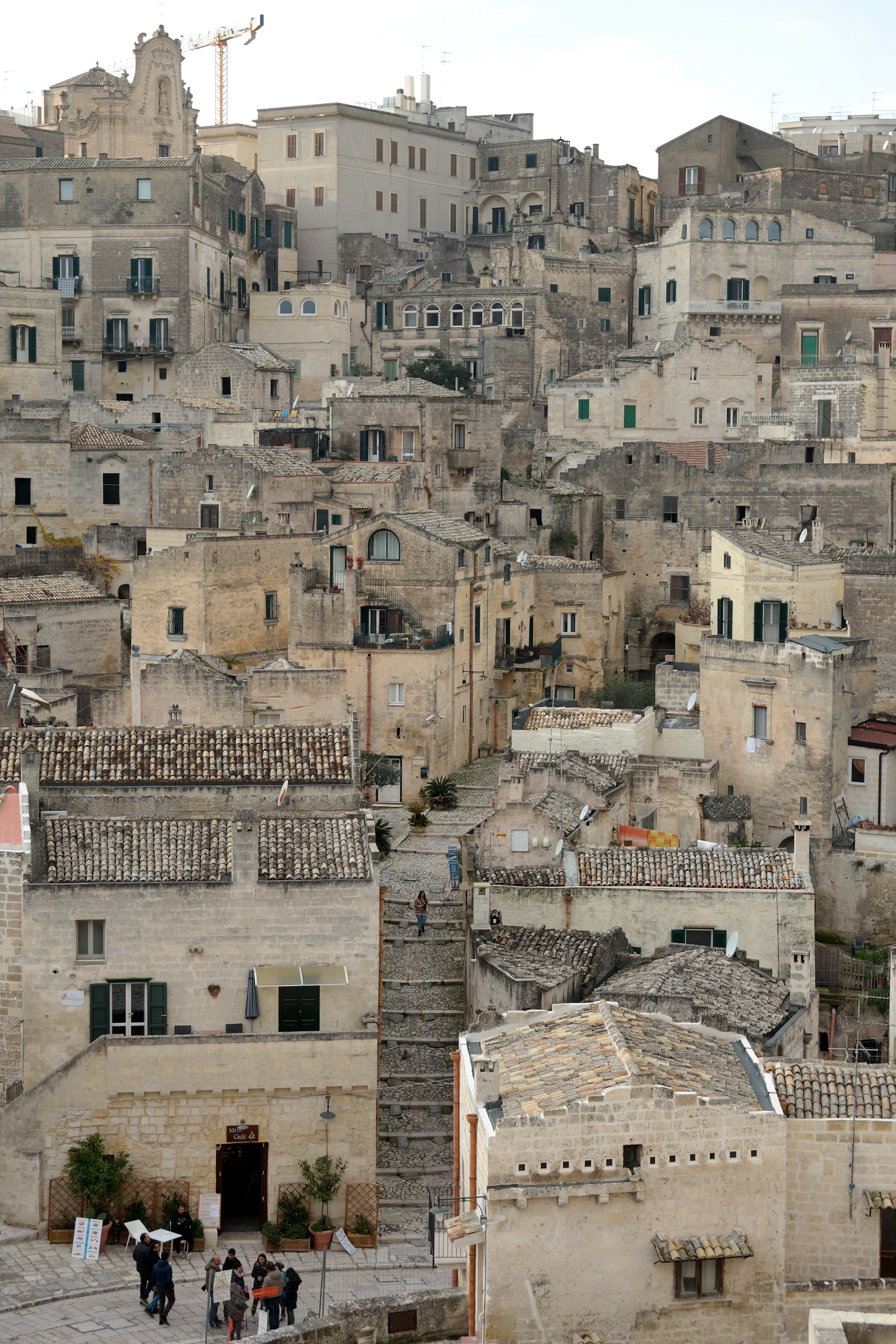
I Sassi di Matera visti da S. Maria di Idris

In origine, i grabiglioni rappresentavano due piccole lame dal profilo poco accentuato, alimentate dalla stessa falda acquifera che, a monte, era incanalata dalla collina del Castello verso il Piano della Fontana (dove tuttora si trova la fontana Ferdinandea). Con il costante aumento della densità abitativa, tra l'età moderna e quella contemporanea, i due grabiglioni diventarono raccoglitori delle acque di scolo e talvolta dei rifiuti prodotti nei due rioni, contribuendo così al degrado igienico-sanitario degli stessi.
Nella parte più stretta e profonda della valle del Sasso Barisano, alcuni edifici si impostarono a cavallo del grabiglione. Le acque del grabiglione del Caveoso (sito in via Buozzi) provenivano dalle colline Lapillo e Nera e dal lago di piazza San Francesco, di fronte alla Chiesa del Purgatorio Nuovo. Poi si riversavano nel Gravina, effettuando dei rimbalzi notevoli.
Intorno alla metà dell'Ottocento la curia, e in particolare mons. Di Macco, si era adoperata a finanziare opere pubbliche; per il fondo del canale era stato utilizzato cemento piuttosto grezzo con lacerti scalzati dall'azione dell'acqua. Numerosi erano infatti gli attraversamenti, alcuni dei quali carrabili data l'ampiezza, che consentivano il passaggio da un lato all'altro del torrente. Si può verificare lo stesso nel Sasso Caveoso, dove però il grabiglione scorreva all'aperto per l'intero percorso.
Sistema idrico che portava l'acqua alle Gravine. Aveva funzione inizialmente igienica per la città, poi dato che molti tra i cittadini vi gettavano liquidi di scarico nel '900 furono coperti.
Vi sono numerosi ponticelli nella toponomastica locale, come via Ponte San Pietro Caveoso che risale da via Buozzi verso il Piano e il Ponticello che scandisce l'ingresso nella valle del Barisano a partire da Piazza Vittorio Veneto e lo scomparso Ponte di Noia in via S. Antonio Abate; di molti di questi, però, non è stata conservata traccia. Negli anni '20 si avviò la definitiva sistemazione dei grabiglioni: l'alveo fu approfondito e dotato di una copertura di tufo voltata, su cui oggi sorgono le nuove strade.

### Via Fiorentini
Via Fiorentini, cosi denominata per la presunta presenza di botteghe di mercanti di tessuti fiorentini, è una delle strade principali dei Sassi di Matera. Taglia il rione del Barisano in due scorrendo per esso come un torrente. In effetti, prima degli inizi del novecento, era presente un grabiglione che aveva scavato il suo letto nella roccia. In epoca fascista, nel 1934, i Grabiglioni furono interrati per far posto alla strada che, nei giorni nostri, unisce i due rioni Sassi. La strada è circondata da palazzotti sei-settecenteschi con la particolare struttura a corte, cioè fabbricati su due livelli e con un cortile aperto sul davanti, secondo lo schema architettonico spagnolo in voga all’epoca. In via Fiorentini il 17 dicembre 2014 i tecnici del Comune di Matera sono intervenuti per mettere in sicurezza un fabbricato che presentava alcune lesioni strutturali.
Da notare sul lato sinistro (percorrendo la strada verso piazza v. veneto) due particolari strutture ricettive, articolate su molti livelli, formati da un corpo principale situato in uno di questi palazzotti che ospita la reception e la hall, e molti ambienti circostanti distaccati ricavati da antiche abitazioni di artigiani che prevalentemente vivevano in questa zona, in case ipogee scavate.

## Curiosità
In passato era tipico osservare gente che si affacciava sul Grabiglione con l'intento di svuotare il cosiddetto cuåndre[ˈkwɑndrə], ovvero un contenitore che racchiudeva le deiezioni dei familiari.